# Кеннет Дейвіс (баскетболіст)
Кеннет Дейвіс (англ. Kenneth Davis, 12 вересня 1948) — американський баскетболіст.
Срібний призер Олімпійських Ігор 1972 року.